# Tainia marmorata
Tainia marmorata är en orkidéart som först beskrevs av Johannes Jacobus Smith, och fick sitt nu gällande namn av Jeffrey James Wood och Anthony L. Lamb. Tainia marmorata ingår i släktet Tainia och familjen orkidéer.
Artens utbredningsområde är Sulawesi. Inga underarter finns listade i Catalogue of Life.